# Джахіде Сонку
Джахіде Серап (тур. Cahide Serap), у шлюбі Сонку (тур. Cahide Sonku; 27 грудня 1919, Сана — 18 березня 1981, Стамбул) — турецька акторка, модель, письменниця, кінопродюсерка, сценаристка; перша жінка-режисерка Туреччини, власниця кіностудії.

## Біографія
Народилася у 1919 році в Ємені у містечку Баб-і-Сабах (Ранкові врата) у сім'ї військового.
Виступати на сцені почала у 16 років. Першу роль виконала у 1933 році у фільмі «Söz Bir Allah Bir» (Бог єдиний). У 1935 стала знаменитою завдяки картині «Bataklı Damın Kızı Aysel». У 1950 році відкрила власну кіностудію, ставши першою в історії Туреччини жінкою-режисеркою. Через 13 років після відкриття на студії сталася пожежа і студія збанкрутувала.
Була тричі одружена, дітей не мала. Померла 18 березня 1981 року у Стамбулі на 62-му році життя.